# Eremochelis kerni
Espèce
Eremochelis kerni est une espèce de solifuges de la famille des Eremobatidae.

## Distribution
Cette espèce est endémique de Californie aux États-Unis,. Elle se rencontre dans les comtés de Tulare et de San Bernardino.

## Description
Le mâle holotype mesure 18,0 mm et les femelles de 19,5 à 21,0 mm.

## Étymologie
Son nom d'espèce lui a été donné en référence au lieu de sa découverte, la Kern.

## Publication originale
- Muma, 1989 : New species and records of Solpugida (Arachnida) from the United States. Douglas Print Shop, p. 1-56 (texte intégral).